# Cyathodium tuberosum
Cyathodium tuberosum là một loài rêu trong họ Targioniaceae. Loài này được Kashyap mô tả khoa học đầu tiên năm 1914.
Danh pháp khoa học của loài này chưa được làm sáng tỏ. 